# Pristomyrmex orbiculatus
Pristomyrmex orbiculatus é uma espécie de formiga do gênero Pristomyrmex, pertencente à subfamília Myrmicinae.